# Camila Comin
Camila Comin (São Paulo, 31 de marzo de 1983) es una artista circense y gimnasta brasileña.

## Trayectoria
Nació en São Paulo, capital del estado de São Paulo, en 1983. Comenzó a practicar gimnasia a los cinco años, tras trasladarse a Curitiba, Paraná, en la Praça Oswaldo Cruz, ubicada en la región central de la ciudad.
A los ocho años participó en su primera competición, ganando una medalla de oro en salto de caballo en los Juegos Escolares. Cinco años después, realizó su primer viaje internacional a Estados Unidos con la selección brasileña de Gimnasia Artística, para competir en su primer campeonato internacional.
Con la selección de Brasil obtuvo la medalla de oro por equipos en los Juegos Sudamericanos de 1998, realizados en Cuenca, Ecuador. También compitió en las finales de ejercicios de barras paralelas, viga y suelo. Formó parte de la delegación de Brasil en los Juegos Panamericanos de 1999, realizados en Winnipeg, Canadá. Fue medallista de bronce por equipos.
En 2000, formó parte de la selección brasileña, integrada por sólo dos atletas femeninas, que compitió en los Juegos Olímpicos de Verano de 2000, celebrados en Sídney, Australia. En la competencia, su mejor participación en las categorías de gimnasia fue en las paralelas asimétricas, en las que finalizó en el cuadragésimo cuarto lugar, empatada con la canadiense Michelle Conway. En la categoría individual alcanzó la cuadragésima novena posición, empatando con la venezolana Arlen Lovera y la canadiense Lise Leveille. En salto, terminó en el quincuagésimo tercer lugar. En la viga, quedó en el quincuagésimo quinto lugar. En solitario femenino, terminó la competición en el septuagésimo cuarto lugar.
En 2003, formó parte de la delegación brasileña para los Juegos Panamericanos de 2003, realizados en Santo Domingo, República Dominicana. Junto a las atletas Ana Paula Rodrigues, Caroline Molinari, Daniele Hypólito, Lais Souza y Daiane dos Santos, ganó la medalla de bronce en la categoría por equipos, superada sólo por Estados Unidos y Canadá. En las categorías individuales no alcanzó el podio, alcanzando el cuarto puesto en la pista y el octavo puesto en la general individual.
En el siguiente ciclo olímpico, representó nuevamente a Brasil, en los Juegos Olímpicos de Verano de 2004, realizados en Atenas, Grecia. En la competición por equipos, junto a las gimnastas Daiane dos Santos, Daniele Hypólito, Caroline Molinari, Ana Paula Rodrigues y Lais Souza consiguieron el noveno puesto de la competición. En la general individual femenina alcanzó una posición inédita en Brasil: 16.º lugar en la general individual, detrás de su compatriota Daniele Hypólito, 12.º lugar. En los paralelos asimétricos quedó en el trigésimo lugar. En solitario femenino ascendió en más de treinta posiciones con relación a su último ciclo olímpico, alcanzando el cuadragésimo primer lugar. En salto, empató con las canadienses Heather Purnell y Melanie Banville, el norcoreano Pyon Kwang-Sun, la mexicana Brenda Magaña y la rusa María Kriuchkova, quienes obtuvieron el mismo puntaje y quedaron en el cuadragésimo segundo lugar. En la disputa por la viga alcanzó el puesto quincuagésimo séptimo.
En 2006 se retiró de la gimnasia, a los veintitrés años, buscando nuevos caminos profesionales.
Un año después, en 2007, se incorporó como artista circense a la compañía del Cirque du Soleil, residiendo en Canadá,y actuando en diferentes partes del mundo con el espectáculo Corteo, creado y dirigido por Daniele Finzi Pasca. Años después, se unió a la compañía canadiense de circo contemporáneo, Cirque FLIP Fabrique, actuando y encargándose del vestuario de los espectáculos Catch me!, Muse, Blizzard, Six o SLAM!. También forma parte de Circo do Mundo, un proyecto social en el que enseña a niños desfavorecidos.